# Bồ câu Nicoba
Bồ câu Nicoba (danh pháp hai phần: Caloenas nicobarica) là một loài bồ câu được tìm thấy tại các hòn đảo nhỏ và những vùng bờ biển tại quần đảo Nicobar, miền đông tới quần đảo Mã Lai, và đến Solomon và Palau. Nó hiện là thành viên duy nhất của chi Caloenas, và là họ hàng gần nhất còn tồn tại của chim dodo. 
Ở Việt Nam, bồ câu Nicoba chỉ được tìm thấy ở Côn Đảo, tỉnh Bà Rịa – Vũng Tàu.

## Dân số
Quy mô dân số toàn cầu chưa được định lượng, nhưng loài này được mô tả là từ không phổ biến đến hiếm, mặc dù dân cư địa phương ở các đảo nhỏ hơn thì không đến nỗi hiếm. 
Loài chim bồ câu này đang bị nghi ngờ là đang suy giảm với tốc độ vừa phải hoặc nhanh chóng do môi trường sống chúng bị phá hủy, bị bẫy để làm thức ăn và buôn bán vật nuôi cũng như tác động của các động vật ăn thịt du nhập.     

## Mô tả
Đây là loài bồ câu lớn, chiều dài đo được là 40 cm (16 in). Đầu có màu xám, giống phần lông cổ trên. Đuôi rất ngắn và thuần trắng. Phần còn lại của bộ lông có màu xanh lục ánh kim. Đồng tử tối màu.
Bồ câu mái hơi nhỏ hơn bồ câu trống. Bồ câu Nicoba thường đi lẻ, đôi hay đàn bé. Làm tổ tập đoàn trên cùng một loại cây. Tổ làm đơn giản cách xa mặt đất 3 - 10m. Đẻ 1 trứng. Thời gian ấp trứng khoảng 20 -24 ngày. Tuổi thành thục sinh dục của bồ câu Nicoba thường khoảng 1 -1,3 năm.

## Môi trường sống và tập tính
Loài này thường sống thành từng đàn dày đặc trên các đảo nhỏ ngoài khơi có cây cối rậm rạp cực kỳ nhỏ và kiếm ăn tại chỗ hoặc trên các khu vực đất liền liền kề (hoặc đảo lớn hơn) lên đến ít nhất 500 m. 
Nó thích những hòn đảo nhỏ không có người sinh sống và xa xôi với những thảm thực vật rừng nguyên sinh, mặc dù chúng phải ở đủ gần với những khu vực rừng nhiệt đới đất thấp rộng lớn mà nó cần để kiếm ăn. 
Làm tổ trên cây cối và bụi rậm và có kích thước bằng với một chiếc ly hợp.

## Hình ảnh

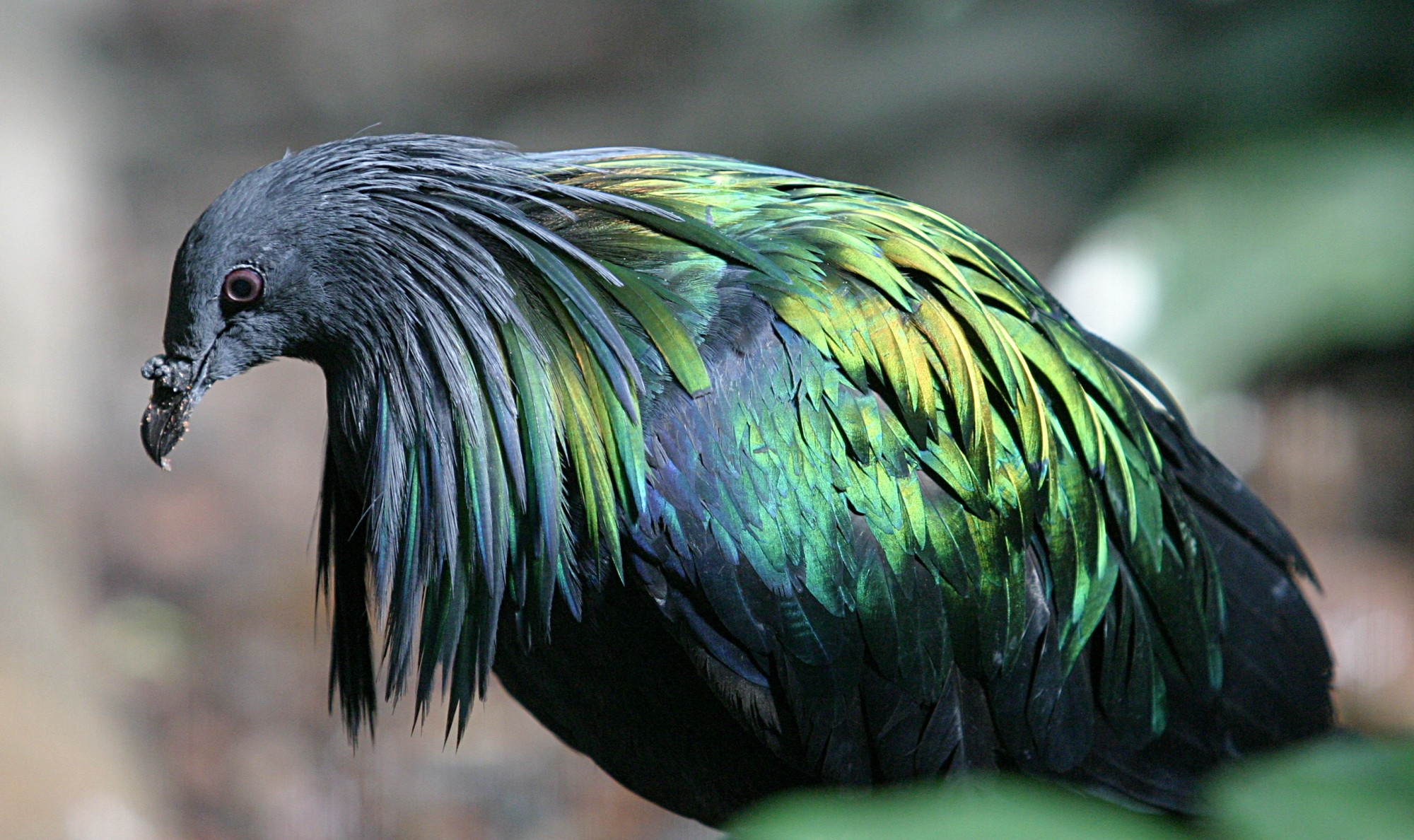
Chim trưởng thành tại Milwaukee County Zoological Gardens.